# Southeast Arcadia, Florida
Southeast Arcadia är en ort (CDP) i DeSoto County, i delstaten Florida, USA. Enligt United States Census Bureau har orten en folkmängd på 6 554 invånare (2010) och en landarea på 18,8 km².